# Catete (Rio de Janeiro)
Catete, Aussprache [kaˈtetʃi], ist ein Stadtteil (portugiesisch bairro) von Rio de Janeiro in Brasilien.
Der Stadtteil gehört zu der Unterpräfektur Zona Sul, dem südlichen Teil von Rio de Janeiro, und beherbergt, u. a. wegen der Nähe zum Hafen, viele Geschäfte und Handelsunternehmen. Die Mehrheitsbevölkerung gehört der aufstrebenden brasilianischen Mittelklasse an. Bekannt ist der Bezirk, der nördlich der Stadtteile Flamengo und südlich von Glória gelegen ist, vor allem wegen des Palácio do Catete, Aussprache [paˈlasju du kaˈtetʃi], dem heutigen Museum der Republik (Museu da República).
„Catete“ ist ein Begriff der Tupi-Sprache, der „großer Wald“ bedeutet.
Aus der Kolonialzeit stammen noch viele Villen mit historisch und architektonisch bedeutsamen Gebäuden. Die Gärten des Palastes von Catete sind sehr einladend und bieten den Menschen der Umgebung einen angenehmen Erholungsraum. Viele Wohnungen und Häuser aus der Kolonialzeit wurden für Neubauten abgerissen. Der Stadtteil zählte früher zu den nobelsten Stadtgebieten, dies änderte sich jedoch, seit die Bundesregierung von Rio nach Brasília zog.
Catete ist keine Gebietskörperschaft, mit den Bairros Botafogo, Cosme Velho, Flamengo, Glória, Humaitá, Laranjeiras und Urca gehört es zur Verwaltungsregion IV, der Região Administrativa de Botafogo, die in anderen brasilianischen Städten einem Distrikt entsprechen.
Durch Catete führen die Straßen Rua Bento Lisboa, Rua do Catete, Rua Ministro Tavares de Lira, Rua Dois de Dezembro, Rua Corrêa Dutra, Rua Silveira Martins, Rua Andrade Pertence, Rua Pedro Américo und Rua Tavares Bastos. In Catete befinden sich die U-Bahn-Stationen Estação Largo do Machado und Estação Catete der Linien 1 und 2 der Metrô Rio de Janeiro.

## Palácio do Catete

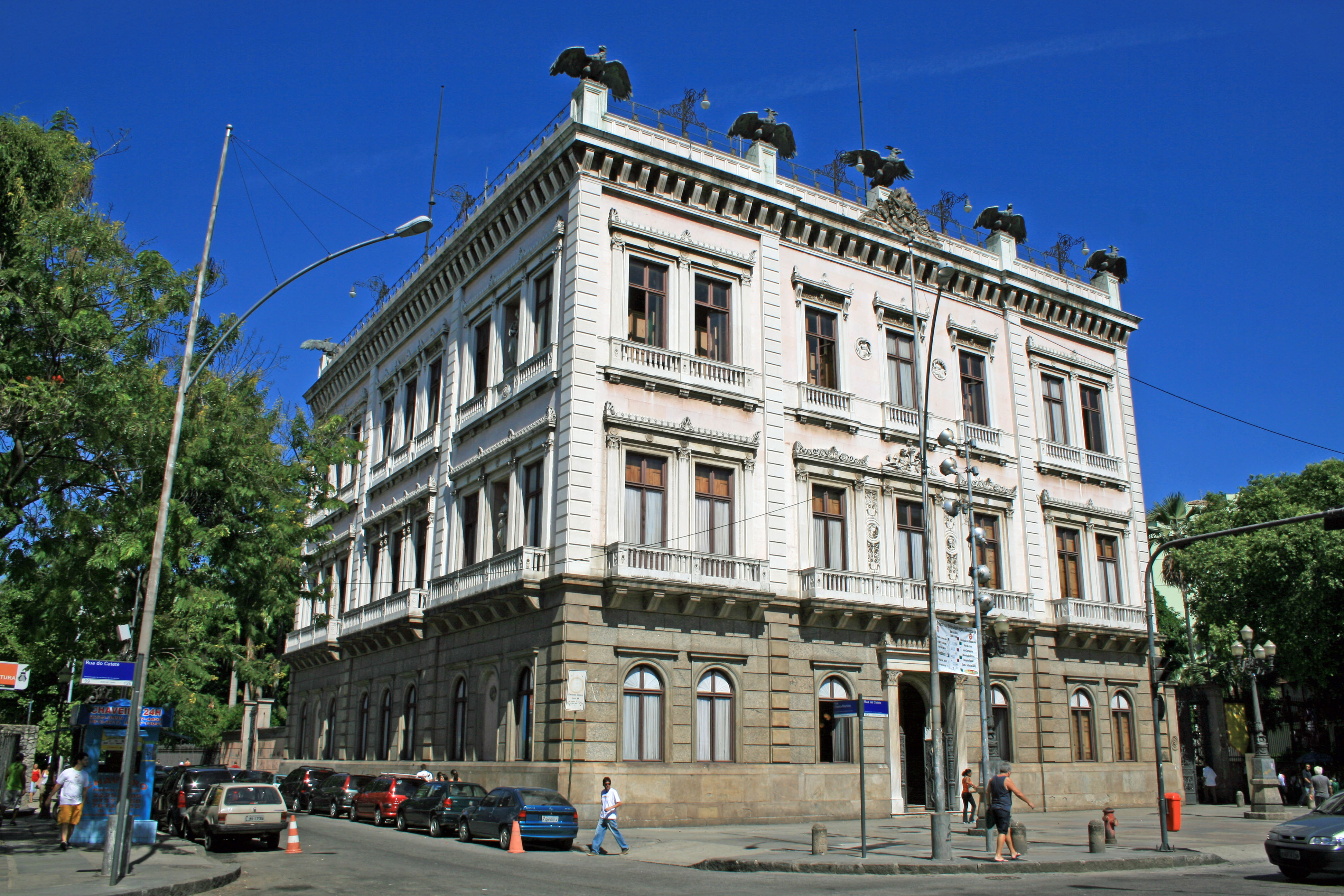
Palácio do Catete - Museu da República

Der Palast, ursprünglich Palácio Novo Friburgo, wurde von dem Baron Nova Friburgo in den 1860er Jahren in neoklassizistischem Stil als Stadtpalast gebaut, 1896 von der Republik gekauft und diente verschiedenen Stellen der Regierung bis zu deren Umzug nach Brasília. Seitdem wird er als historisches Museum genutzt.